# 斯特灵 (纽约州)
斯特灵（英語：Sterling）是位于美国纽约州卡尤加县的一个镇，地处卡尤加县最北端、雪城西北，紧邻安大略湖。2010年美国人口普查时，该镇有3040人。其名称来源于美国独立战争时期的将领斯特灵勋爵威廉·亚历山大。